# Wicklow
Wicklow (en irlandès Cill Mhantáin o "església dels sense dents") és una ciutat d'Irlanda, capital del comtat de Wicklow, a la província de Leinster. Està situada al sud de Dublín, a la costa est del país.

## Agermanaments
- Montigny-le-Bretonneux